# Адмирал флота (Хорватия)
Адмирал флота (хорв. Admiral flote) — высшее военно-морское звание в Военно-морских силах Хорватии. Соответствует званию «Генерал армии» в СВ Хорватии и в ВВС и ПВО Хорватии. Является «пятизвёздным» званием (по применяемой в НАТО кодировке — OF-10).
В период с 1995 по 2002 год это звание называлось Stožerni admiral по аналогии с Stožerni general.

## Положение о звании
Согласно «Закону о службе в ВС Республики Хорватия», в ВМС Хорватии адмирал может быть повышен до звания адмирала флота только за выдающиеся заслуги в военное время. В настоящее время на действительной службе нет офицеров с таким званием.

## Знаки различия
Погон и нарукавные знаки различия выглядят следующим образом: две толстые позолоченные нашивки, на которых находится вышитая традиционная хорватская коса.
Согласно «Указу о военной форме в ВС Республики Хорватия», на парадной и служебной форме знаки различия расположены на погонах и на рукавах, в то время как на полевой (камуфляжной) форме знаки различия расположены на левой стороне груди, над карманом (куртки, рубашки и т.д.).

## Носитель звания
| № | Имя          | Портрет          | Годы жизни | Дата присвоения звания | Должность на момент выхода в отставку | Уволен с действительной службы |
| - | ------------ | ---------------- | ---------- | ---------------------- | ------------------------------------- | ------------------------------ |
| 1 | Свето Летица | Фото отсутствует | 1926–2001  | 12 марта 1996          | Командующий Хорватскими ВМС           | 1 июня 1996                    |

## Галерея

Погон
Нарукавные знаки различия
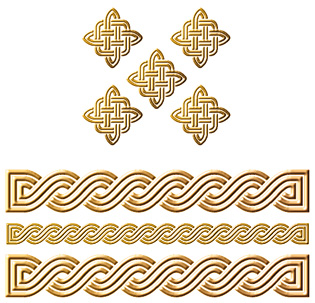
Знаки различия на полевую форму одежды
Штандарт Адмирала флота